# Dún Laoghaire
Dún Laoghaire (wym. [d̪ˠuːn̪ˠ ˈɫeːrʲə]; zangielszczona nazwa to: Dun Laoghaire, czasem także jako Dún Laoire lub Dunleary, wym. [dʌnˈlɪəri]) – miejscowość we wschodniej Irlandii, 12 km na południe od centrum Dublina; centrum administracyjne hrabstwa Dún Laoghaire-Rathdown. 

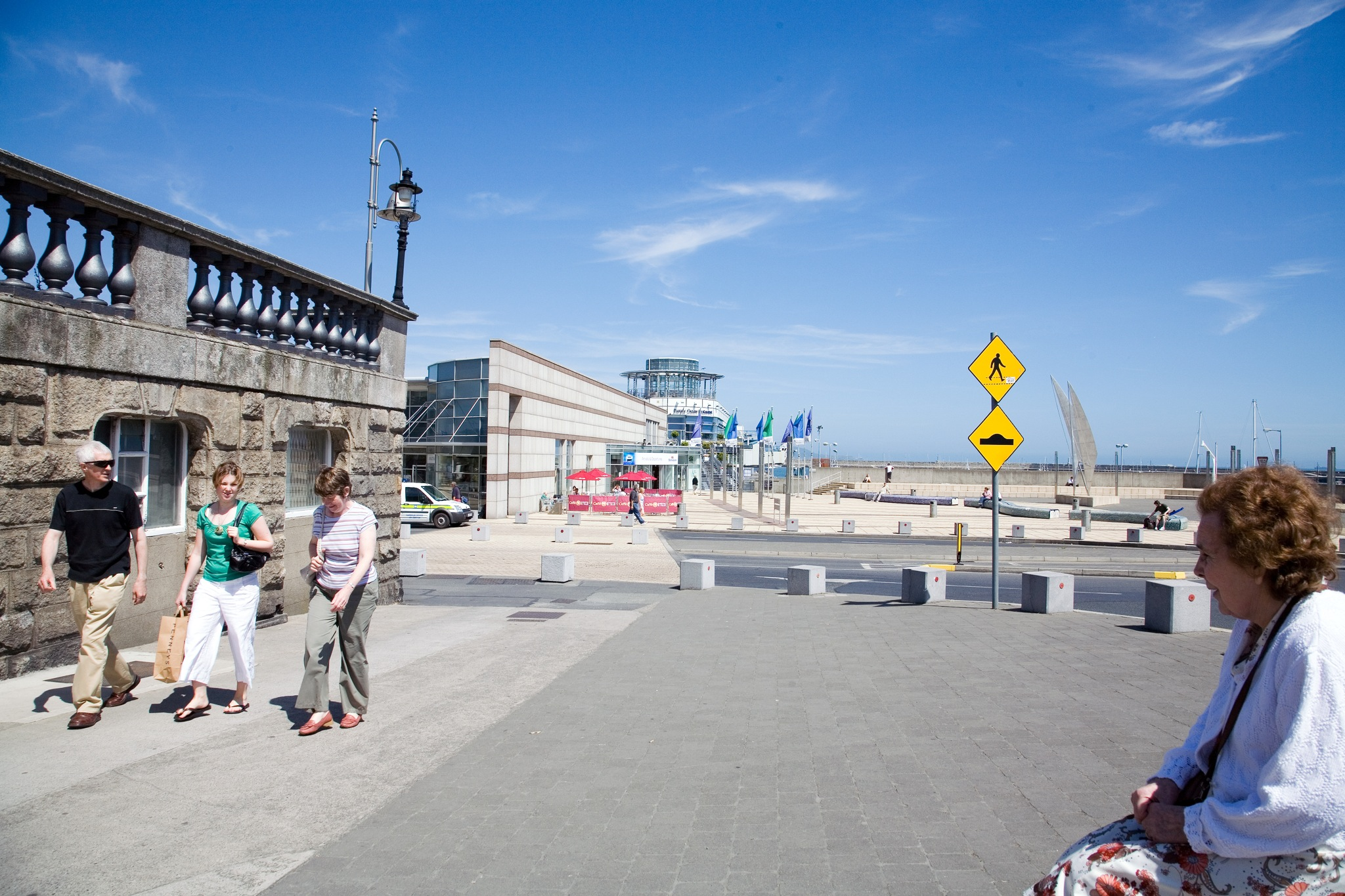
Dún Laoghaire, okolice portu

Miasto stanowi główny port promowy kraju: połączenia z Holyhead (Walia); marina, kąpielisko morskie. Inne atrakcje turystyczne: Narodowe Muzeum Morskie, muzeum Jamesa Joyce’a.
Z Dublina do Dún Laoghaire można się dostać kolejką DART lub komunikacją miejską obsługiwaną przez Dublin Bus.
Każdego roku w wakacje odbywa się tam największa impreza międzykulturowa w Irlandii – Festiwal Kultur Świata.

## Historia
W V w. powstał tu fort. Miasto rozwinęło się w XIX w. dzięki handlowi z Wielką Brytanią. W latach 1821–1920 nosiło nazwę Kingstown nadaną na pamiątkę wizyty brytyjskiego króla Jerzego IV.